# Элиан Тактик
Элиа́н Та́ктик (др.-греч. Αἰλιανός ὁ Τακτικός, лат. Aelianus Tacticus; жил на рубеже I—II вв. н. э.) — римский военный писатель греческого происхождения. Написанный им на греческом языке военный трактат «О тактических построениях греков» или «Наука тактики» (др.-греч. Περί Στρατηγικών Τάξεων Ελληνικών), состоящий из 53 глав, был посвящён императору Адриану. Трактат представляет собой учебник, посвящённый греческим, а точнее македонским, построению и тактике. Автор утверждает, что в основе его труда лежат произведения лучших авторитетов в рассматриваемой им области, важнейшим из которых был утраченный трактат Полибия.
Также Элиан приводит сведения о современной ему римской армии. Произведение основано на беседах его автора с императором Нервой, имевших место в доме Фронтина в Формии. В тексте также содержится обещание написать трактат о тактике морских сражений, однако, если он и был написан, то утерян. Хотя критики XVIII века ставили труд Элиана существенно ниже Арриана, первый оказал значительное влияние на последующую византийскую и арабскую военную теорию, император Лев VI включил «Тактику» в свой трактат. Арабский перевод появился около 1350 года.
Впервые трактат Элиана бы переведён на латынь Феодором Фессалоникийским и издан в Риме в 1487 году вместе с другими римскими военными писателями. Первое издание «Тактики» очень плохого качества появилось в 1532 году. Следующее, подготовленное в Венеции Франциском Робортелло в 1552 году, включало новый латинский перевод. В 1613 году она была издана Эльзевиром в Лейдене.
Теория Элиана оказалась востребована в XVI века, когда было обнаружено, что македонская фаланга имеет общие черты со строем пикинёров, в результате чего переводы XVI века стали основой для последующих книг о воинском строе и тактике. Одним из первых признал влияние Элиана принц Мориц Оранский в письме к своему двоюродному брату Вильгельму Людвигу, графу Нассау-Диллебурга в письме от 8 декабря 1594 года. Мориц, ставший после смерти своего отца Вильгельма Оранского командующим голландской армией в 1584 году, при формировании своих военных приёмов прибег к древним авторам — Вегецию и Элиану. Учение последнего о македонской фаланге Мориц адаптировал к реалиям своего времени, вступившего в эпоху огнестрельного оружия. Также теории Элиана развивал другой двоюродный брат Морица, Иоанн, который позаимствовал у греческого автора идею вербальных команд, расширив приведённый Элианом список из 22 команд до 42.

## Издания трудов
- на английском языке: The Tactics of Ælian
- на русском языке: Элиан. Тактическая теория / Пер. А. К. Нефёдкина. СПб.: Евразия, 2022.
- Тактика Элиана